# Rivière Sainte-Catherine
Rivière Sainte-Catherine är ett vattendrag i Kanada.   Det ligger i provinsen Québec, i den sydöstra delen av landet, 210 km öster om huvudstaden Ottawa.
Omgivningarna runt Rivière Sainte-Catherine är en mosaik av jordbruksmark och naturlig växtlighet. Runt Rivière Sainte-Catherine är det ganska tätbefolkat, med 179 invånare per kvadratkilometer.